# Johann Stadler
Johann Stadler (1755 - 1804) fue un clarinetista de la Orquesta de Viena.
Johann fue particularmente conocido por sus dúos de clarinete y corno di bassetto con su hermano, Anton. Entre otros, ocupó el puesto de primer clarinettista en la Orquesta de Viena. Sin embargo, su fama se vio eclipsada por esta última debido a los estrechos vínculos que mantuvo con Mozart.
Johann fue masón. Inscrito en la misma logia que Mozart, ciertas piezas para varios clarinetes (como los Divertimenti K 439) fueron probablemente compuestas para un grupo de clarinetistas entre los que se encontraban él, son hermano, Vincent Springer y Anton David. Pero al contrario que su hermano, no es conocido en la actualidad por las piezas que grandes compositores le han dedicado.